# 1980年日本

## 政府
- 天皇：裕仁
- 內閣總理大臣：大平正芳→伊東正義 (代理)→鈴木善幸

## 大事記
- 3月15日：哆啦A夢第一部劇場版《大雄的恐龍》上映。之後除了2005年以外，每年3月都會推出一部劇場版至今。
- 4月18日：任天堂「Game&Watch」上市。
- 5月16日：在日本自由民主黨內非主流派的動作下，日本國會通過了由社會黨提出，對大平正芳所領導的政府的不信任動議，大平因此解散國會，重新大選。
- 5月22日：史上最熱銷的街機遊戲《吃豆人》在日本問世。
- 5月24日：日本奧林匹克委員會響應抵制莫斯科奧運，宣布不派選手團出賽。[1]
- 6月12日：首相大平正芳突发心肌梗塞于任内病逝。
- 6月22日：众议院和参议院首次在同日进行选举。
- 10月5日：山口百惠在日本武道館举办引退前的告别演唱会。
- 11月4日：讀賣巨人球员王貞治宣布退役。

## 出生
- 1月20日——水樹奈奈，配音員。
- 1月26日——小林沙苗，配音員。
- 2月20日——中村悠一，配音員。
- 7月26日——升望，配音員。
- 10月11日——杉田智和，配音員。

## 逝世
- 6月12日——大平正芳，政治人物，曾任內閣總理大臣。（1910年出生）
- 12月1日——松田竹千代，政治人物